# Outameer
Het Outameer, Zweeds: Outajärvi, is een meer in Zweden. Het meer ligt in de gemeente Kiruna in het moeras ten zuiden van de Outaberg in de Outavallei. Voor en achter het meer, voordat het water verder stroomt, ligt er moeras.